# Scotura distincta
Scotura distincta är en fjärilsart som beskrevs av Erich Martin Hering 1925. Scotura distincta ingår i släktet Scotura och familjen tandspinnare. Inga underarter finns listade.